# Teresa Oliveira
Teresa Alice Pimenta Oliveira (* 18. September 1987) ist eine portugiesische Fußballschiedsrichterin.
Seit 2020 steht Oliveira auf der Liste der FIFA-Schiedsrichter und leitet internationale Fußballpartien. Sie gehört zur Gruppe der UEFA-Second-Category-Schiedsrichterinnen, der dritthöchsten Schiedsrichterinnen-Kategorie.
Bei der U-17-Europameisterschaft 2022 in Bosnien-Herzegowina pfiff Oliveira zwei Partien in der Gruppenphase. Zudem leitete und leitet Oliveira Spiele in der Women’s Nations League, in der Qualifikation zur Women’s Champions League, in der Qualifikation für die Europameisterschaft 2025 in der Schweiz sowie diverse weitere Qualifikations- und Freundschaftsspiele.